# Durannapass
Durannapass är ett bergspass i Schweiz.   Det ligger i regionen Plessur och kantonen Graubünden, i den östra delen av landet, 180 km öster om huvudstaden Bern. Durannapass ligger 2 121 meter över havet.
Terrängen runt Durannapass är huvudsakligen bergig, men den allra närmaste omgivningen är kuperad. Närmaste större samhälle är Chur, 19,0 km väster om Durannapass. 
Trakten runt Durannapass består i huvudsak av gräsmarker. Runt Durannapass är det ganska glesbefolkat, med 30 invånare per kvadratkilometer.